# Mormia eatoni
Mormia eatoni är en tvåvingeart som först beskrevs av Tonnoir 1940.  Mormia eatoni ingår i släktet Mormia och familjen fjärilsmyggor. Inga underarter finns listade i Catalogue of Life.